# Eulimnichus expeditus
Eulimnichus expeditus är en skalbaggsart som beskrevs av Wooldridge 1984. Eulimnichus expeditus ingår i släktet Eulimnichus och familjen lerstrandbaggar. Inga underarter finns listade i Catalogue of Life.